# Jewgeni Stepanowitsch Kobylinski

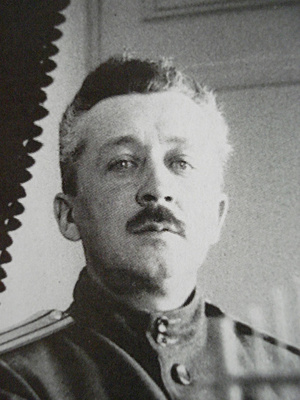
Jewgeni Kobylinski

Jewgeni Stepanowitsch Kobylinski (russisch Евге́ний Степа́нович Кобыли́нский; * 29. Septemberjul. / 11. Oktober 1875greg. in Kiew, Russisches Reich; † 1927 in Moskau, Sowjetunion) war ein russischer Offizier.
Kobylinski war Oberst der Leibgarde des Petrograder Regiments. Er war Kriegsteilnehmer, wurde verwundet und als Kriegsversehrter aus der Armee entlassen. 1917 wurde er von der Provisorischen Regierung zum Kommandanten der Schlösser in Zarskoje Selo ernannt. In dieser Funktion begleitete er die Familie des im Zuge der Februarrevolution gestürzten Zaren Nikolaus II. nach Tobolsk.
1927 wurde Kobylinski wegen Beteiligung an einer antisowjetischen Verschwörung verhaftet, zum Tode verurteilt und im Dezember des gleichen Jahres im Moskauer Butyrka-Gefängnis erschossen.